# János Bóka
János Bóka (* 27. červenec 1978 Szolnok) je maďarský politik, právník, univerzitní pedagog, od srpna 2023 ministr pro záležitosti Evropské unie v páté vládě Viktora Orbána.

## Biografie

### Studium
Roku 1996 odmaturoval na Verseghy Ferenc Gimnázium v Szolnoku, poté absolvoval studium práv na Szegedi Tudományegyetem, kde získal v roce 2001 právnický diplom a poté na tamější právnické fakultě i vyučoval jako odborný asistent. Od roku 2003 studoval program European Integration and Development na Vrije Universiteit Brussel v Belgii. Roku 2013 získal titul Ph.D. v oboru právo na Szegedi Tudományegyetem.

### Kariéra
V letech 2003 až 2004 pracoval pro Információs Hivatal. Poté působil jako asistent liberálního europoslance Istvána Szent-Iványiho (SZDSZ) v Evropském parlamentu. Ve volbách do Evropského parlamentu 2009 sám kandidoval na 15. místě kandidátní listiny Svazu svobodných demokratů (SZDSZ). Od roku 2011 opět pedagogicky působil na Szegedi Tudományegyetem. V letech 2015 až 2019 byl univerzitním docentem na Nemzeti Közszolgálati Egyetem, poté až do roku 2022 na Károli Gáspár Református Egyetem. V letech 2021 až 2022 byl státním tajemníkem premiéra Viktora Orbána pro záležitosti Evropské unie na Úřadu předsedy vlády (Miniszterelnöki Kormányiroda). Mezi lety 2022 a 2023 působil jako státní tajemník odpovědný za záležitosti Evropské unie na Ministerstvu spravedlnosti.
Od 1. srpna 2023 zastává post ministra pro záležitosti Evropské unie v páté vládě Viktora Orbána.

## Soukromý život
Je ženatý, má dvě děti.
Hovoří anglicky, maďarsky, německy a rusky.
Není členem žádné politické strany.
V roce 2003 získal zlatou medaili Pro Scientia.